# R.E.M.
 Ikke at forveksle med R. E. M. og Rapid Eye Movement.
R.E.M. var et amerikansk rockband fra Athens i Georgia, der blev dannet i 1980 af trommeslager Bill Berry, lead guitaristen Peter Buck, bassisten Mike Mills og forsangeren Michael Stipe. Som et af de første alternative rockbands blev R.E.M. kendt for Bucks ringende, arpeggio guitarstil, Stipes særlige vokale kvalitet og obskure tekster og Mills melodisk bas. R.E.M. udgav deres første single—"Radio Free Europe"—i 1981 på det uafhængige pladeselskab Hib-Tone. Singlen blev fulgt op af EP'en Chronic Town i 1982, der var gruppens første udgivelse på I.R.S. Records. I 1983 udgav bandet deres kritikerroste debutalbum, Murmur, og opbyggede herefter deres ry over de næste par år med efterfølgende udgivelser, konstant turne og støtte fra college radio. Efter flere år med succes i den musikalske undergrund opnåede R.E.M. bred popularitet med deres single "The One I Love" i 1987. Gruppen skrev kontrakt med Warner Bros. Records i 1988 og begyndte at gå ind i politiske og miljømæssige debatter, mens de spillede koncerter på store scener over hele verden.
I begyndelsen af 1990, da den alternative rock begyndte at opleve bredere succes, blev R.E.M. betragtet som genrens pionere af bands som Nirvana og Pavement. Gruppen udgav deres to mest succesfulde albums, Out of Time (1991) og Automatic for the People (1992), der afveg fra bandets etablerede lyd og gjorde dem internationalt berømte. Særligt hittet "Losing My Religion" fra 1991 var med til at slå gruppens navn fast på verdensplan. R.E.M.'s udgivelse Monster (1994), vendte tilbage til en mere rockorienteret lyd, men fortsatte deres succes. Bandet begyndte deres første turne i seks år i forbindelse med albummet; turneen blev forfulgt af sundhedsmæssige problemer for tre af gruppens medlemmer.
I 1996 forlængede R.E.M. deres kontrakt med Warner Bros. for 80 millioner dollars, der på dette tidspunkt var den dyreste pladekontrakt nogensinde. Udgivelsen New Adventures in Hi-Fi klarede sig meget dårligere end forventet på trods af gode anmeldelser. Det følgende år forlod Bill Berry bandet, mens Stipe, Buck og Mills fortsatte som en trio. De følgende år ændrede de deres musikalske stil lidt, og fortsatte karrieren ind i næste årti med blandede anmeldelser og svingende kommerciel succes, på trods af at de havde solgt mere end 85 millioner albums på verdensplan, og derved var blevet blandt de verdens bedst sælgende musikere nogensinde. I 2007 blev bandet optaget i Rock and Roll Hall of Fame, i det første år, hvor de kunne vælges. R.E.M. gik fra hinanden i venskabelighed i september 2011, hvilket blev annonceret på deres hjemmeside.

## Historie

### 1980–1981: Dannelse
Michael Stipe mødte Peter Buck i januar 1980 i Wuxtry Records, der var en pladeforretning i Athens, hvor Buck arbejdede. De opdagede, at de havde samme musiksmag, navnlig punk rock og protopunk med kunstnere som Patti Smith, Television og The Velvet Underground. Stipe udtalte. at "det viste sig, at jeg købte alle de plader som [Buck] gemte til sig selv." Stipe og Buck mødte kort efter Mike Mills og Bill Berry, der også gik på University of Georgia og som havde spillet sammen siden high school og boede i Georgia. Kvartetten blev enige om at samarbejde om flere sange; Stipe kommenterede senere, at "der aldrig var en stor plan bag noget af det". Deres endnu unavngivne band brugte nogle få måneder på at øve sig og spillede deres første show den 5. april 1980 til en vens fødselsdagsfest i en omdannet Episkopal-kirke i Athens. Efter at have overvejet navne som "Twisted Kites", "Cans of Piss" og "Negro Wives" besluttede bandet sig for navnet "R.E.M." (der står for søvnstadiet kaldet Rapid Eye Movement), som Stipe fandt ved et tilfældigt opslag i en ordbog.
Bandet droppede til sidst ud af skolen for at fokusere på gruppens udvikling. De fandt en manager i Jefferson Holt, der havde en pladeforretning. Han var blevet så imponeret over en af deres optrædener i sin hjemby Chapel Hill, at han flyttede til Athens. R.E.M.'s succes kom stort set omgående i Athens og de omkringliggende områder; bandet trak stadig flere publikummer til deres koncerter, hvilket forårsagede en del vrede på Athens musikscene. I løbet af det næste halvandet år turnerede R.E.M. i det sydlige USA. Turneen var krævende og besværlig, da der ikke var etableret turnéruter for alternative rockbands endnu. Gruppen turnerede i en gammel blå varevogn, der blev kørt af Holt, og de havde $2 per dag til mad.
I sommeren 1981 indspillede R.E.M. deres første single, "Radio Free Europe", i produceren Mitch Easters Drive-In Studios i Winston-Salem. Singlen blev udgivet lokalt på det uafhængige pladeselskab Hib-Tone, med et oprindeligt oplag på 1.000 eksemplarer, der hurtigt blev udsolgt. På trods af det begrænsede oplag fik singlen en god modtagelse blandt kritikerne, og den blev listet blandt de bedste fra dette år i The New York Times.

### 1981–1987: I.R.S. Records og kultsucces
R.E.M. indspillede EP'en Chronic Town med Mitch Easter i oktober 1981, og de planlagde at udgive den på det nye indiepladeselskab kaldet Dasht Hopes. I.R.S. Records skaffede dog en demo fra bandets første indspilning med Easter, der havde cirkuleret i flere måneder. Bandet afslog at skrive kontrakt med RCA Records til fordel for I.R.S., som de skrev kontrakt med i maj 1982. Chronic Town udkom i august som gruppens første amerikanske udgivelse. En positiv anmeldelse i NME roste sangenes aura af mystisk, og den konkluderede, at "R.E.M. lyder ægte, og det er herligt at høre noget utvungent og kløgtigt som dette."
I.R.S. parrede i første omgang R.E.M. med produceren Stephen Hague til at indspille deres debutalbum. Hagues vægt på teknisk perfektion gjorde dog bandet utilfredse, og de bad derfor pladeselskabet om at lade dem indspille med Easter i stedet. I.R.S. gik med til en "prøve"-session og tillod, at bandet vendte tilbage til North Carolina for at indspille sangen "Pilgrimage" med Easter og hans producerpartner Don Dixon. Efter at have hørt nummeret lod I.R.S. gruppen indspille hele albummet med Dixon og Easter. På grund af den dårlige oplevelse med Hague indspillede bandet albummet med en fornægtelsesproces, hvor de nægtede at inkorporere rock-klichéer som guitarsoloer eller synthesizere, som var meget populære på dette tidspunkt, for at give deres musik et tidsløst udtryk. Det færdige album, Murmur, modtog gode anmeldelser ved udgivelsen i 1983, hvor Rolling Stone listede den som årets album. Albummet nåede nummer 36 på Billboard album chart. En genindspilning af "Radio Free Europe" blev albummets førstesingle, og den nåede nummer 78 på Billboard singles chart i 1983. På trods af den gode modtagelse solgte Murmur kun omkring 200.000 eksemplarer, hvilket I.R.S.'s Jay Boberg følte var mindre end forventet.
R.E.M. havde deres første nationale tv-optræden i Late Night with David Letterman i oktober 1983, hvor de optrådte med en ny, unavngiven sang. Nummeret, der endte med at få titlen "So. Central Rain (I'm Sorry)", blev den første single fra gruppens andet album, Reckoning (1984), som ligesom forgængeren blev indspillet med Easter og Dixon. Albummet fik en god modtagelse; NMEs Mat Snow skrev at Reckoning "bekræfter R.E.M. som en af de mest interessante grupper på planeten". Reckoning toppede som nummer 27 på US album charts, hvilket var en unormalt høj placering for et college rockband på dette tidspunkt, men sparsom sendetid i radioen og dårlig distribution i Europa gjorde, at det kun nåede nummer 91 i Storbritannien.
Bandets tredje album, Fables of the Reconstruction (1985), viste en ændring i gruppen og deres musik. I stedet for Dixon og Easter, valgte R.E.M. produceren Joe Boyd, der havde arbejdet med Fairport Convention og Nick Drake, og de indspillede det i England. Medlemmerne oplevede at indspilningerne var overraskende svære, og de var triste over det kolde vintervejr og det som de betragtede som dårlig mad. Hele situationen gjorde at bandet var lige ved at gå fra hinanden. De triste omgivelser under indspilningerne endte med at give indhold til albummet. Stipe begyndte at lave fortællinger i sine tekster inspireret af sydlig gotik, og han udtalte i et interview i 1985, at han blev inspireret af "hele ideen om gamle mænd, der sidder omkring ilden og fortæller ... legender og eventyr til deres børnebørn".
De turnerede i Canada i juli og august 1985 og i Europa i Oktober, hvor de bl.a. besøgte Holland, England (en koncert blev afholdt på det berømte Hammersmith Palais i London), Irland, Skotland, Frankrig, Schweiz, Belgien og Vesttyskland. den 2. oktober 1985 spillede gruppen en koncert i Bochum, Vesttyskland, til det tyske tv-program Rockpalast. Stipe havde bleget sit hår på dette tidspunkt. Fables of the Reconstruction klarede sig dårligt i Europa, og det fik blandede anmeldelser, hvor nogle kritikere skrev, at det var kedeligt og dårligt produceret. Som det var tilfældet med de tidligere plader blev singlerne fra Fables of the Reconstruction stort set ignoreret på de mainstream radiostationer. I.R.S. blev frustreret over bandets modvillighed for at skaffe sig en mainstream succes.
Til det fjerde album hyrede R.E.M. John Mellencamp-produceren Don Gehman. Resultatet, Lifes Rich Pageant (1986) havde Stipes vokal mere i front for musikken. I et interview fra 1986 med Chicago Tribune sagde Peter Buck, at "Michael bliver bedre til det han gør, og han bliver mere fortrolig med det. Og jeg tror, at det viser sig i projektionen af hans stemme." Albummet klarede sig meget bedre end forgængeren, Fables of the Reconstruction, og det nåede nummer 21 på Billboard album chart. Singlen "Fall on Me" blev også spillet på kommercielle radiostationer. Det blev det første af bandets albums, som blev certificeret guld med 500.000 solgte eksemplarer. Selvom den amerikanske college radio fortsat var R.E.M.'s kernefans begyndte gruppens at få sange ind på mainstream rockhitlister. Musikken mødte dog fortsat modstand fra Top 40 radio.
Efter succesen med Lifes Rich Pageant udgav I.R.S. Dead Letter Office, der indeholdt sange fra bandets tidlige albumindspilninger, hvoraf mange var blevet udgivet som B-sider eller endnu ikke var blevet udgivet. Kort efter samlede pladeselskabet R.E.M.'s musikvideoer (bortset fra "Wolves, Lower") som bandets første videoudgivelse, Succumbs.

### 1987–1990: Gennembrud
Don Gehman kunne ikke producere R.E.M.'s femte album, så han foreslå at de skulle bruge Scott Litt i stedet. Litt endte med at blive producer på gruppens næste fem albums. Document (1987) indeholdt nogle af Stipes mest åbenlyst politiske sangtekster, særligt på "Welcome to the Occupation" og "Exhuming McCarthy", som var reaktioner mod det konservative politiske miljø, der var i USA i 1980'erne under Ronald Reagan. Jon Pareles fra The New York Times skrev i sin anmeldelse af albummet at "'Document' er både selvsikkert og trodsigt; hvis R.E.M. er på vej til at bevæge sig fra kultstatus til massepopularitet, dikterer albummet at bandet vil gøre det på deres egne betingelser." Document blev R.E.M.'s gennembrudsalbum, og den første single, "The One I Love", nåede i Top 20 i både USA, Storbritannien og Canada. I januar 1988 havde Document solgt over 1 million eksemplarer, som det første af bandets albums. I lyset af gruppens gennembrud erklærede forsiden på decemberudgaven af Rolling Stone i 1987, at R.E.M. var "America's Best Rock & Roll Band".
R.E.M. forlod I.R.S. så snart deres kontrakt udløb, fordi de var frustrerede over, at deres albums ikke klarede sig godt nok uden for USA, og de skrev herefter kontrakt med Warner Bros. Records. Selvom andre pladeselskaber tilbød dem flere penge, endte de med at skrive kontrakten med Warner Bros.—for mellem $6 millioner og $12 millioner—fordi selskabet forsikrede dem, at de fik total kreativ frihed. I efterdønningerne fra gruppens afgang fra I.R.S. udgav pladeselskabet en "best of" opsamling kaldet Eponymous i 1987 (med input fra bandets medlemmer) for at udnytte de aktiver, som firmaet stadig havde rettighederne til. Bandets debut på Warner Bros. kom i 1988 under navnet Green, og det blev indspillet i Nashville, Tennessee, hvor gruppen eksperimenterede med deres lyd. Pladens numre varierede fra den upbeat førstesingle "Stand" (et hit i USA), til mere politisk materiale som den rockorienterede "Orange Crush" og "World Leader Pretend", som omhandlede henholdsvis vietnamkrigen og den kolde krig. Green har siden solgt 4 millioner eksemplarer på verdensplan. Bandet fulgte albumudgivelsen op med deres største og mest visuelle turne til dato. Den indeholdt projektioner på kunstfilm, der blev afspillet på scenen. Efter Green-turneen besluttede bandmedlemmer uofficielt at holde pause i et år, der blev den første lange pause i gruppens karriere. I 1990 udgav Warner Bros. musikvideo-opsamlingen Pop Screen der bestod af klip fra Document og Green, og herefter udgav de kort efter videoalbummet Tourfilm, der indeholdt optagelser fra deres liveoptrædener under Green World Tour.

### 1990–1993: International succes
R.E.M. samlede igen i midten af 1990 for at indspille deres syvende album, Out of Time. Efter Green skrev bandets medlemmer ofte musik med utraditionelle rockinstrumenter som mandolin, orgel og akustisk guitar i stedet for at tilføje dem som overdub i den efterfølgende proces. Albummet udkom i marts 1991 blev bandets første album, der nåede toppen af hitlisterne i både USA og Storbritannien. Out of Time endte med at sælge 4,2 millioner eksemplarer alene i USA, og det havde solgt omkring 12 millioner eksemplarer på verdensplan i 1996. Albummets førstesingle, "Losing My Religion", blev et stort hit over hele verden, og sangen blev spillet meget på radiostationer overalt. Det samme blev den tilhørende musikvideo på MTV. "Losing My Religion" blev R.E.M.'s højest placerede single i USA, hvor den nåede nummer 4 på Billboards singlehitliste. "Der har været ganske få skelsættende begivenheder i vores karriere, fordi vores karriere har været så gradvis," sagde Mills nogle år senere. "Hvis du vil tale om noget skelsættende, så tror jeg at 'Losing My Religion' er det tætteste vi kommer". Albummets anden single, "Shiny Happy People" (den ene af tre sange fra pladen som havde Kate Pierson fra The B-52's med på vokal), blev også et stort hit, og den nåede nummer 10 i USA og nummer 6 i Storbritannien. Out of Time gav R.E.M. syv nomineringer ved Grammy Awards i 1992, hvilket var det højeste antal nomineringer til en enkelt kunstner dette år. Bandet vandt tre af priserne: en for Bedste alternative musikalbum og to for "Losing My Religion", bedste korte musikvideo og Bedste popoptræden af duo eller gruppe med vokal. R.E.M. turnerede ikke for at promovere Out of Time; i stedet spillede gruppen en række enkeltstående koncerter, inklusive en episode af MTV Unplugged, der blev optaget, og de udgav en musikvideo til samtlige sange som blev udgivet på videoalbummet This Film Is On. MTV Unplugged-optagelsen af "Losing My Religion" blev indspillet med medlemmer af Atlanta Symphony Orchestra i Madison, Georgia, i Madison-Morgan Cultural Center.
Efter at have holdt pause i nogle måneder vendte R.E.M. tilbage til studiet i 1991 for at indspille deres næste album. I slutningen af 1992 udgav de Automatic for the People. Selvom de havde planlagt at lave et hårdere rockalbum efter de blødere sange på Out of Time, virkede det dystre Automatic for the People "til at bevæge sige i en endnu mere forpint kravlen" ifølge Melody Maker. Albummet behandlede temaer som tab og sorg inspireret af "følelsen af ... at fylde 30", ifølge Buck. Adskillige af sangene havde strengeinstrumenter arrangeret af den tidligere bassist Led Zeppelin, John Paul Jones. Adskillige kritikere (samt Buck og Mills) betragter dette som bandets bedste album, og Automatic for the People nåede nummer 1 og 2 på henholdsvis hitlisterne i Storbritannien og USA, og affødte tre singler på den amerikanske single Top 40; "Drive", "Man on the Moon" og "Everybody Hurts". Albummet solgte over 15 millioner eksemplarer på verdensplan. Ligesom med Out of Time blev udgivelsen ikke fulgt op af en turne. Beslutningen om ikke at turnere, sammen med Stipes fysiske udseende fik rygter til at sprede sig om at sangeren var ved at dø eller at han var HIV-positiv, hvilket blev kraftigt afvist af bandet.

### 1994–1996: Turneer og fortsat succes
Efter bandet udgav to rolige albums i træk blev Monster fra 1994 ifølge Buck "en 'rock'-plade med rock i citationstegn." Til forskel fra lyden på forgængerne bestod musikken på Monster af forvrængede guitartoner, minimal overdub og islæt af glam rock fra 1970'erne. Ligesom Out of Time toppede Monster hitlisterne i både USA og Storbritannien. Albummet solgte omkring 9 millioner eksemplarer på verdensplan. Singlerne "What's the Frequency, Kenneth?" og "Bang and Blame" blev gruppens sidste Top 40 hits i USA, selvom alle singlerne nåede ind i Top 30 i Storbritannien. Warner Bros. samlede musikvideoerne fra albummet samt dem fra Automatic for the People og udgav dem på Parallel i 1995.
I januar 1995 påbegyndte R.E.M. deres første turne i seks år. Turneen var en enorm kommerciel succes, men tiden var vanskelig for gruppen. Den 1. marts kollapsede Berry på scenen under en koncert i Lausanne i Schweiz, fordi han fik en aneurisme i hjernen. Han blev omgående opereret og kom sig helt inden for en måned. Berrys aneurisme var kun begyndelsen på en række sundhedsmæssige udfordringer som plagede Monster Tour. Mills måtte opereres i maven i juli, og en måned senere blev Stipe opereret for brok. På trods af alle disse problemer fik gruppen indspillet størstedelen af et album, mens de havde turneret. Bandet havde medbragt optagerudstyr, så de kunne optage deres shows, og de brugt dette som basis til albummet. De sidste tre koncerter på turneen blev filmet og udgivet på VHS'en Road Movie.
R.E.M. forlængede deres kontrakt med Warner Bros. Records i 1996 for et beløb på omkring $80 millioner (et tal som bandet selv skrev var noget medierne havde fundet på), hvilket på dette tidspunkt efter sigende skulle være den største pladekontrakt i historien. Gruppens album New Adventures in Hi-Fi blev udgivet i 1996, og det debuterede som nummer 2 i USA og nummer 1 i Storbritannien. De omkring fem millioner solgte eksemplarer på verdensplan var en stor omvæltning fra gruppens kommercielle succes i de foregående fem år. Christopher John Farley Time argumenterede for at de lavere pladesalg var forårsaget af en generel nedgang i alternativ rocks popularitet. Det samme år stoppede R.E.M. samarbejdet med deres manager Jefferson Holt, angiveligt som følge af sexchikane-anklager fra en af medarbejderne fra R.E.M.'s kontor i Athens. Gruppens advokat Bertis Downs overtog som manager.

### 1997–2000: Berrys afgang ogUp
I april 1997 mødtes bandet i Bucks sommerhus på Kauai for at indspille demomateriale, som skulle med på deres næste album. Bandet forsøgte at genopfinde deres lyd, og de havde planer om at inkorporere tromme-sekvenser og percussion-eksperimenter. Netop som indspilningerne skulle til at begynde i oktober besluttede Berry at meddele gruppen, at han ville forlade bandet, efter at have overvejet og diskuteret det med Downs og Mills i flere måneder. Berry fortalte resten af bandet, at han ikke ville stoppe, hvis det ville betyde at gruppen ville gå i opløsning på grund af ham, så Stipe, Buck og Mills besluttede at fortsætte som en trio med hans velsignelse. Berry offentliggjorde sin beslutning om at forlade R.E.M. tre uger senere i oktober 1997. Berry fortalte pressen, at "Jeg er bare ikke så entusiastisk længere som jeg har været i de tidligere år... Jeg har verdens bedste job. Men jeg er ved at være parat til at sidde ned og reflektere, og måske ikke være en popstjerne længere." Stipe indrømmede, at bandet ville bliver anderledes uden hans store bidrag: "For mig, Mike og Peter, som R.E.M., er vi stadig R.E.M.? Jeg gætter på at en trebenet hund stadig er en hund. Den skal bare lære at løbe anderledes."
Bandet aflyste deres planlagte indspilning i studiet som følge af Berrys afgang. "Uden Bill var det svært, forvirrende", udtalte Mills senere, "Vi vidste ikke helt, hvad vi skulle gøre. Vi kunne ikke øve uden en trommeslager." De tilbageværende medlemmer af R.E.M. genoptog arbejdet med deres næste album i februar 1998 i Toast Studios i San Francisco. De afsluttede deres årti-lange samarbejdet med Scott Litt og hyrede Pat McCarthy til at producere pladen. Nigel Godrich blev ansat som assisterende producer, og brugte Screaming Trees medlem Barrett Martin og Becks turne-trommeslager Joey Waronker. Indspilningerne var præget af spændinger, og gruppen var tæt ved at gå fra hinanden. Bertis Downs indkaldte til et hastemøde, hvor bandmedlemmerne fik styr på deres problemer, og de besluttede at fortsætte som gruppe. Med førstesinglen "Daysleeper" debuterede Up (1998) i top 10 i USA og Storbritannien. Albummet blev dog en relativ fiasko, idet det kun havde solgt 900.000 eksemplarer i USA i midten af 1999, og det endte med at sælge omkring 2 millioner eksemplarer på verdensplan. Mens R.E.M.'s salgstal i USA var for nedadgående, var gruppens kommercielle base begyndte at skifte over til Storbritannien, hvor R.E.M.'s albums solgte mere per indbygger en noget andet sted i verden, og gruppens singler ofte var at finde i Top 20.
Et år efter udgivelsen af Up skrev R.E.M. musikken til Andy Kaufman biografiske film Man on the Moon. Filmens titel kom fra sangen af samme navn på Automatic for the People. Sangen "The Great Beyond" blev udgivet som en single fra Man on the Moon-soundtracket. "The Great Beyond" nåede kun nummer 57 på de amerikanske hitlister, men det var bandets højest placerede single nogensinde i Storbritannien, hvor den nåede nummer 3.

### 2000–2007:RevealogAround the Sun
R.E.M. indspillede størstedelen af deres tolvte album, Reveal (2001), i Canada og Irland fra maj til oktober 2000. Reveal delte det "bedemandsagtige tempo" med Up, og havde trommeslager Joey Waronker, samt bidrag fra Scott McCaughey (grundlægger af bandet The Minus 5 med Buck) og Posies grundlægger Ken Stringfellow. Det globale salgstal var over fire millioner, men i USA solgte Reveal nogenlunde det samme antal som Up. Albummets første single "Imitation of Life" nåede nummer 6 i Storbritannien. Al Friston, der skrev for Rock's Backpages, beskrev albummet som "fyldt med gylden skønhed ved hver twist og drej", i sammenligning med gruppens "hovedsageligt uoverbevisende udgivelser New Adventures in Hi-Fi og Up." Ligeledes skrev Rob Sheffield fra Rolling Stone at Reveal var en "spirituel fornyelse med rødder i en musikalsk fornyelse" og roste den "uophørlige, forbløffende skønhed."
I 2003 udgav Warner Bros. et opsamlingsalbum og DVD In Time: The Best of R.E.M. 1988–2003 og In View: The Best of R.E.M. 1988–2003, som indeholdt to nye sange; "Bad Day" og "Animal". Ved en koncert i 2003 i Raleigh, North Carolina optrådte Berry som en overraskelse, hvor han sang baggrundsvokal på "Radio Free Europe". Han satte sig derefter ved trommesættet og spillede med på gruppens tidlige sang "Permanent Vacation", hvilket markerede hans første optræden med bandet siden sin frivillige pensionering.
R.E.M. udgav Around the Sun i 2004. Under produktionen af albummet i 2002, udtalte Stipe, at "[albummet] lyder som om det bevæget sig væk fra de seneste albums ind i ukendt R.E.M.-territorium. Lidt primitiv og hylende". Efter udgivelsen sagde Mills "Jeg tror ærlig talt, at det blev langsommere end vi havde planlagt det, i forhold til den overordnede hastighed på sangene." Around the Sun modtog blandede anmeldelser og toppede som nummer 13 på Billboards albumshitliste. Den første single fra albummet, "Leaving New York", var et Top 5 hit i Storbritannien. Til indspilningen af albummet og til den efterfølgende turne hyrede bandet et nyt tour-medlem; trommeslageren Bill Rieflin, der tidligere havde været medlem af flere industrial musikgrupper som Ministry og Pigface. Videoalbummet Perfect Square blev udgivet samme år.
EMI udgav et opsamlingsalbum i 2006 der indeholdt R.E.M.'s udgivelser fra tiden hos I.R.S. under titlen And I Feel Fine... The Best of the I.R.S. Years 1982–1987 sammen med videoalbummet When the Light Is Mine: The Best of the I.R.S. Years 1982–1987—pladeselskabet havde tidligere udgivet opsamlingsalbummene The Best of R.E.M. (1991), R.E.M.: Singles Collected (1994) og R.E.M.: In the Attic – Alternative Recordings 1985–1989 (1997). Samme måned optrådte alle de fire oprindelige bandmedlemmer under en ceremoni, hvor de kom med i Georgia Music Hall of Fame. Mens de øvede til ceremonien indspillede bandet et cover af John Lennons "#9 Dream" til Instant Karma: The Amnesty International Campaign to Save Darfur, et hyldestalbum til fordel for Amnesty International. Sangen, der blev udgivet som en single fra albummet og kampagnen— var Bill Berrys første studieindspilning med bandet siden han forlod det næsten ti år inden.
I oktober 2006 blev R.E.M. nomineret til at blive indskrevet i Rock and Roll Hall of Fame, hvilket var det første år de kunne vælges. Bandet var et af band nominerede der kom med i Hall of Fame det år, og ceremonien foregik i marts 2007 på New Yorks Waldorf-Astoria Hotel. Gruppen — som blev introduceret af Pearl Jams forsanger Eddie Vedder — optrådte med tre sange sammen med Bill Berry; "Gardening at Night", "Man on the Moon" og "Begin the Begin" samt et cover af "I Wanna Be Your Dog." 

### 2007–2011: Sidste album og opløsning
Arbejdet med gruppens fjortende album begyndte i starten af 2007. Gruppen indspillede det med producer Jacknife Lee i Vancouver og Dublin, hvor gruppen spillede fem aftener på Olympia Theatre mellem 30. juni og 5. juli som en del af "arbejdende generalprøve". R.E.M. Live, bandets første livealbum (med sange fra deres show i Dublin i 2005) blev udgivet i oktober 2007. Gruppen fulgte dette op med livealbummet Live at The Olympia i 2009, som indeholdt deres optræden udgivelsen i 2007. R.E.M. udgav Accelerate i begyndelsen af 2008. det debuterede som nummer 2 på Billboards hitlister, og blev gruppens ottende album der toppede den engelske albumhitliste. Rolling Stones anmelder David Fricke betragtede Accelerate som en forbedring i forhold til albummets tidligere albums uden Berry, og han kaldte det "et af de bedste albums R.E.M. nogensinde har lavet."
I 2010 udgav R.E.M. deres videoalbum R.E.M. Live from Austin, TX—en optagelse fra en koncert i Austin City Limits i 2008. Gruppen indspilledes deres femtende album, Collapse into Now (2011), med Jacknife Lee i Berlin, Nashville og New Orleans. Albummet sigtede mod en mere udvidet lyd end den overlagte korte hurtige tilgang på forgængeren Accelerate. Albummet debuterede som nummer 5 på Billboard 200, og blev gruppens tiende album der nåede top 10. Udgivelsen fuldendte R.E.M.'s kontraktmæssige forpligtelser overfor Warner Bros., og bandet begyndte af indspille materiale uden en kontrakt nogle få måneder senere med en plan om selv at udgive et album.
Den 21. september 21, 2011 offentliggjorde R.E.M. via deres hjemmeside at de valgte at "kalde det en dag som band". Stipe udtalte, at han håbede fans var klar over at det "ikke var en nem beslutning"; "Alle ting må slutte, og vi ønskede at gøre det rigtigt, at gøre det på vores måde." Deres samarbejdspartner og tidligere Senior Vice President of Emerging Technology hos Warner Bros., Ethan Kaplan, spekulerede i at ændringer hos pladeselskabet havde indflydelse på gruppens beslutning om at bryde op. Bandet diskuterede deres brud i flere år, men blev opfordret til at fortsætte efter den glansløse kritiske og kommercielle succes albummet Around the Sun havde givet. Ifølge Mills så "havde [vi] brug for at bevise, ikke bare for vores fans og kritikerne men også for os selv, at vi stadig kunne lave gode albums." De blev også uinteresserede i den erhvervsmæssige del af indspilninger som R.E.M. Bandets medlemmer afsluttede deres samarbejde ved at lave opsamlingsalbummet Part Lies, Part Heart, Part Truth, Part Garbage 1982–2011, som blev udgivet i november 2011. Albummet var det første som samlede sange fra R.E.M.'s tid hos både I.R.S. og Warner Bros. samt tre sange gruppens sidste studieindspilning efter Collapse into Now. I november lavede Mills og Stipe en kort række optrædener i britiske medier, hvor de udelukkede muligheden for at de nogensinde ville blive gendannet.

### 2011–nu: Efter opløsning
I 2014 blev albummet Unplugged: The Complete 1991 and 2001 Sessions udgivet til Record Store Day. Digitale downloadsamlinger med sjældne numre fra I.R.S. og Warner Bros. kom efterfølgende. Senere det år samlede bandet et videoalbum kaldet REMTV, som indeholdt to af deres Unplugged-optrædener sammen med flere andre dokumentarer og liveshows, mens deres pladeselskab udgav 7IN—83–88, der bestod af 7" vinylsingler. I december 2015 blev bandmedlemmer enige om at lave en aftale med Concord Bicycle Music for at genudgive deres albums fra Warner Bros.
Bandet havde fortsat copyright og intellektuelle rettigheder til deres musik, og i marts 2016 skrev bandet en nye aftale om udgivelse med Universal Music Publishing Group, og et år senere forlod bandmedlemmerne Broadcast Music, Inc., der havde repræsenteret deres rettigheder til at optræde igennem hele deres karriere, og sluttede sig til SESAC. Den første udgivelse efter deres nye udgivelsesstatus var bokssættet R.E.M. at the BBC i 2018. I 2019 fulgte Live at the Borderline 1991 på Record Store Day.
Den 24. marts 2020 døde trommeslageren Bill Rieflin af kræft efter at have haft sygdommen i 3 år. Rieflin havde medvirket på gruppens tre sidste albums som sessionsmusiker og havde også deltager i turnéer med gruppen.
I september 2021 genbekræftede Stipe, at bandet ikke havde nogen intentioner om at blive gendannet: "Da vi opløste gruppen besluttede vi, at det ville være virkeligt tacky og sandsynligvis penge-grådigt, hvilket kunne få andre bands til at blive gendannet."
Gruppen blev nomineret til at blive en del af Songwriters Hall of Fame i 2023 og blev indskrevet i juni 2024. For at markere dette blev de fire grundlæggende medlemmer genforenet til deres første liveoptræden siden 2007, hvor de optrådte med en akustisk version af "Losing My Religion" i New York City d. 13. juni 2024. De blev genforenet til endnu en liveoptræden i februar 2025, hvor de fremførte "Pretty Persuasion" på 40 Watt Club i Athens, Georgia.
I 2024, under deres første interview med alle fire grundlæggende medlemmer, blev bandet spurgt om, hvad der skulle til for at gendanne gruppen, hvortil Mills svarede "En komet", og Berry tilføjede "superlim". Da de blev spurgt, hvorfor det ikke ville ske svarede Buck "Det ville aldrig blive lige så godt."

## Musikalsk stil
I et interview fra 1988 beskrev Peter Buck en typisk R.E.M. sang som: "Lav toneart, midt-tempo, enigmatic, semi-folk-rock-ballad-agtige ting. Det er hvad alle mente og til en hvis grad er det rigtigt." Al sangskrivning er blevet krediteret hele bandet, selvom nogle personer nogle gange er ansvarlige for at skrive størstedelen af en bestemt sang. Hvert medlems mening bliver vægtet lige højt under sangskrivningen, men Buck indrømmede dog at Stipe, som gruppens primære tekstskriver, sjældent kan overtales til ideer som han er imod. I bandets oprindelige sammensætning var arbejdsdeling under sangskrivning fordel med at Stipe skrev teksten og komponerede melodierne, Buck vil definere bandets nye musiske retning mens Mills og Berry ville finjustere kompositionerne med deres store musikalske erfaring.
Michael Stipe synger som R.E.M.-biografiforfatteren David Buckley beskriver som "jamrende, ivrig" måde. Stipe synger ofte harmonier med Mills i sange; i omkvædet på "Stand", skiftes Mills og Stipe med at synge teksten, hvilket skaber en dialog. Tidlige artikler om bandet fokuserede på Stipes sangstil (de blev beskrevet som "mumlende" af The Washington Post), hvilket ofte gjorde hans tekster uforståelige. John Morthland, der arbejdede for Creem, skrev i sin anmeldelse af Murmur at "jeg har stadig ingen ide om, hvad disse sange handler om, for hverken mig eller nogen anden jeg kender er i stand til at tyde R.E.M.'s tekster." I 1984 kommenterede Stipe at "Det er bare den måde jeg synger på. Hvis jeg forsøgte at kontrollere det, ville det være temmelig falsk." Produceren Joe Boyd overtalte Stipe til at begynde at synge mere klart under indspilningen af Fables of the Reconstruction.
Stipe kaldte senere teksten i omkvædet på "Sitting Still" fra R.E.M.'s debutalbum Murmur for "nonsens", hvor han i en online chat i 1994 skrev at "I ved alle sammen, at der ikke er ord, per se, i meget af det tidlige materiale. I kan ikke engang huske dem selv." I virkeligheden skrev Stipe teksten til mange af de tidlige sange med stor omhyggelighed. I 1984 forklarede Stipe, at han da begyndte med at skrive sangtekster var de "simple billeder", men efter et år blev han træt af denne tilgang og "begyndte at eksperimentere med tekster der ikke hav nogen lineær mening, og er bare fortsat derfra." I midten af 1980'erne, hvor Stipes udtale af sangene blev mere tydelig, besluttede bandet at teksterne skulle fremstille ideer på et mere bogstaveligt niveau. Mills forklarede, at "Efter du har lavet tre albums og du har skrevet adskillige sange, og de er blevet bedre og bedre tekstmæssigt ville det næste trin være at få nogen til at udspørge dig og sige; siger du stadig noget? Og Michael på dette tidspunkt selvtillid nok til at sige ja ..." Sange som "Cuyahoga" og "Fall on Me" på Lifes Rich Pageant behandlede bekymringer som forurening. Stipe inkorporerede mere politisk orienterede bekymringer i hans sangtekster på Document og Green. "Vores politiske aktivisme og indholdet i sangene var blot en reaktion på hvor vi var, og hvad vi var omgivet af, hvilket bare var frygtelig rædsel," sagde Stipe senere. "I 1987 og 88 var der ikke andet at lave end at være aktiv." Stipe har siden udforsket andre tekstmæssige emner. Automatic for the People behandlede "dødelighed og død. Temmelig dystre ting", ifølge Stipe, mens Monster kritiserede kærlighed og massekultur.
Peter Bucks spillestil på guitar har af mange været udpeget som en af de mest kendetegnende aspekter ved R.E.M.'s musik. I 1980'erne mindede Bucks "økonomiske, arpeggierede, poetiske" stil britiske journalister om 1960'ernes amerikanske folkrockband The Byrds. Buck har udtalt at "[Byrds guitarist] Roger McGuinn var en stor indflydelse for mig som guitarspiller", men sagde at det var Byrds-inspirerede bands, inklusive Big Star og The Soft Boys, der inspirerede ham mere. Der er også lavet sammenligninger mellem guitaristen Johnny Marr fra det alternative rockband The Smiths. Selvom Buck har bekendt sig som fan af gruppen, indrømmede han at han oprindeligt kritiserede bandet, simpelthen fordi han var træt af at fans spurgte om han var inspireret af Marr, hvis band først havde haft deres debut efter R.E.M. Buck tager generelt afstand fra guitarsoloer; i 2002 forklarede han at "jeg ved at når guitarister starter en vild solo, går folk amok, men jeg skriver ikke sange der passer til det, og jeg er ikke interesseret i det. Jeg kan godt gøre det, hvis jeg har lyst, men det bryder jeg mig ikke om." Mike Mills' melodiske tilgang til hans bas-spil er inspireret af Paul McCartney fra The Beatles og Chris Squire fra Yes; Mills har sagt, at "jeg har altid spillet melodisk bas, ligesom en klaverbas på nogle måder . . . Jeg har aldrig ønsket at spille den traditionelle grundtonebas, der er låst fast af stortrommen." Mills har mere musikalsk træning end sine bandmedlemmer, hvilket han har sagt har "gjort det nemmere at omdanne abstrakte musikalske ideer til virkelighed."

## Arv
R.E.M. var afgørende for dannelsen og udviklingen af den alternative rockgenre. AllMusic erklærede, at "R.E.M. markerede tidspunktet, hvor post-punk blev til alternativ rock." I begyndelsen af 1980'erne stod R.E.M.'s musikalske lyd i kontrast til genrerne post-punk og new wave, der var gået forud. Musikjournalist Simon Reynolds skrev at post-punkbevægelsen i slutningen af 1970'erne og begyndelsen af 1980'erne "havde fjernet hele skår af musik fra menuen", særligt det fra 1960'erne, og at "efter postpunk blev afmystificerede og New Pops skemaer føltes det befriende at lytte til musik, der havde sin rødder i en mystisk ærefrygt og lyksalige overgivelse." Reynolds erklærede R.E.M. som et band der genkaldt musikken fra 1960'erne med deres "guitar klokkespil og sangtekster i folkemusikstil" og som "længselsfuldt og abstrakt frembragte visioner og nye grænser for Amerika", en af "de to vigtigst alternative rockbands." Med udgivelsen af Murmur havde R.E.M. den største musiske og kommercielle påvirkning af udviklingen af den alternative genres tidlige bands, og skabte en række jangle pop-tilhængere.
R.E.M.'s tidlige gennembrud fungerede som inspiration for andre alternative bands. Spin refererede til "R.E.M. model"—karrierebeslutninger som R.E.M. lavede, satte retningslinjer for andre undergrundsartister der ønskede at følge deres egen karriere. Spin's Charles Aaron skrev at i 1985, "viste de hvor langt et undergrunds, punkinspireret rockband kunne gå i industrien uden at prostituere deres kunstneriske integritet på nogen indlysende måde. De fandt ud af sælge, men ikke sælge ud - med andre ord opnåede det den amerikanske bohemedrøm." Steve Wynn fra Dream Syndicate sagde, at "de opfandt et helt nyt spil, som alle andre bands kunne følge uanset om det var Sonic Youth eller Replacements eller Nirvana eller Butthole Surfers. R.E.M. satsede på kravet. Musikalsk gjorde disse bands forskellige ting, men R.E.M. var de første der viste, at du godt kan være stor og stadig være cool." Biografiforfatteren David Buckley skrev, at mellem 1991 og 1994, en periode hvor gruppen solgte omkring 30 millioner albums, R.E.M. "hævede var rivaler til U2 om titlen som det største rockband i verden." I løbet af hele deres karriere har gruppen solgt over 85 millioner albums på verdensplan.
Efterfølgende alternative bands som Nirvana, Pavement, Radiohead, Coldplay, Pearl Jam og Live har fundet inspiration i R.E.M.'s musik. "Da jeg var 15 år gammel i Richmond, Virginia, var de en meget vigtig del af mit liv," udtalte Pavement's Bob Nastanovich, "det var det for alle medlemmerne i vores band." Pavement dedikerede deres sang "Unseen Power of the Picket Fence" fra opsamlingsalbummet No Alternative (1993) til at diskutere Chronic Town og Reckoning. Kurt Cobain fra Nirvana var en vokalfan af R.E.M., og han havde planer om et musikalsk samarbejde med Stipe inden hans død i april 1994. I et interview med Rolling Stone tidligere dette år fortalt Cobain, at "Jeg ved ikke, hvordan bandet gør det. Gud, de er de største. De har håndteret deres succes som engle, og de fortsætter med at levere fantastisk musik."

## Kampagner og aktivisme
Igennem R.E.M.'s karriere har gruppens medlemmer forsøgt at sætte fokus på sociale og politiske mener. Ifølge Los Angeles Times var R.E.M. betragtet som en af de mest "liberale og politisk korrekte rockgrupper" i USA. Bandets medlemmer var "på samme side" politisk, og delte liberal og progressiv overbevisning. Mills indrømmede, at der var midlertidig uenighed mellem bandmedlemmerne om hvad de skulle støtte, men anerkendte at "i respekt for andre mennesker der er uenige, forblev disse diskussioner hovedsageligt in-house, bare fordi vi helst ikke ville lade folk, hvor opdeling lå, så mennesker ikke kan udnytte dem til deres eget formål." Et eksempel på dette er Stipe var involveret i People for the Ethical Treatment of Animals i 1990, mens resten af gruppen ikke var det.
R.E.M. har hjulpet med at indsamle penge til miljø-, feminisme og menneskerettigheds-organisationer og arrangementer, og de var involveret i kampagner der opfordrede til registrere sig som vælger. Under Green-turnéen brugt Stipe tid på scenen til at informere publikum om forskellige socio-politiske emner. I slutningen af 1980'erne og 1990'erne brugte bandet (og særligt Stipe) deres mediedækning på nationalt fjernsyn til at nævne forskellige emner, som de følte var vigtige. Eksempelvis havde Stipe iført sig et halvt dusin T-shirts med slogans som "rainforest" (regnskov), "love knows no colors" (kærlighed kender ikke kulør) og "handgun control now" (kontrol med håndvåben nu).
R.E.M. hjalp med at øge opmærksomheden om Aung San Suu Kyi og menneskerettighedskrænkelser i Myanmar, da de arbejde med Freedom Campaign og og US Campaign for Burma. Stipe lavede selv reklamer for det demokratiske parti i 1988 for præsidentkandidat og guvernør for Massachusetts Michael Dukakis mod den daværende Vicepræsident George H. W. Bush. I 2004 deltog bandet i Vote for Change-turnéen der forsøgte at mobilisere amerikanere til at støtte den demokratiske præsidentkandidat John Kerry. R.E.M.'s politiske ståsted, navnlig når den kommer fra et rigt rockband, der har kontrakt med et pladeselskab, der er eget af et multinationalt selskab, blev kritiseret af den tidligere redaktør på Q; Paul Du Noyer, der kritiserede bandets "kendis-liberalisme", og sagde at "det er en fuldstændig smertefri form for oprør de adopterer. Der er ingen risiko overhovedet, men ganske lidt opblødning af kundeloyaliteten."
Fra slutningen af 1980'erne var R.E.M. involveret i lokalpolitik er hjembyen Athens, Georgia. Buck forklarede til Sounds i 1987, at "Michael altid siger; tænk lokalt, gør noget lokalt—vi har lavet mange ting i vores by for at forsøge at gøre den til et bedre sted." Bandet har ofte doneret midler til lokal velgørenhed og hjulpet med at renovere og bevare historiske bygninger i byen. R.E.M.'s politiske indflydelse slog igennem med en smal valgsejr til Athens' borgmester Gwen O'Looney to gange i 1990'erne.

## Medlemmer
- Bill Berry – trommer, percussion, baggrundsvokal (1980–1997; gæsteoptræden i 2003, 2005, 2006, 2007)
- Peter Buck – lead guitar, mandolin, banjo (1980–2011)
- Mike Mills – bas, baggrundsvokal, keyboards (1980–2011)
- Michael Stipe – forsanger (1980–2011)
- Adskillige udgivelser fra bandet såsom albumnoter og fanklub-sider lister også advokaten Bertis Downs og manager Jefferson Holt som medlemmer; Holt stoppede i 1996.

Tour-musikere
- Buren Fowler – rytmeguitar (1986–1987)
- Peter Holsapple – rytmeguitar, keyboard (1989–1991)
- Scott McCaughey – rytmeguitar, keyboard, baggrundsvokal (1994–2011)
- Nathan December – rytme- og leadguitar (1994–1995)
- Joey Waronker – trommer (1998–2002)
- Barrett Martin – percussion (1998)
- Ken Stringfellow – keyboard (1998–2005)
- Bill Rieflin – trommer (2003–2011)

Tidslinje

## Diskografi
- Murmur (1983)
- Reckoning (1984)
- Fables of the Reconstruction (1985)
- Lifes Rich Pageant (1986)
- Document (1987)
- Green (1988)
- Out of Time (1991)
- Automatic for the People (1992)
- Monster (1994)
- New Adventures in Hi-Fi (1996)
- Up (1998)
- Reveal (2001)
- Around the Sun (2004)
- Accelerate (2008)
- Collapse into Now (2011)